# Џек Крејмер
Џон Алберт Крејмер (енгл. John Albert Kramer, Лас Вегас, Сједињене Америчке Државе, 1. август 1921 — 12. септембар 2009) је био амерички тенисер и један од три оснивача Асоцијације тениских професионалаца. Професионално је играо од 1947. године, а повукао се 1954. године. У својој каријери у синглу је освојио три титуле на гренд слем турнирима: Вимблдон 1947, Отворено првенство САД 1946. и 1947. У својој каријери у дублу је освојио шест титула на гренд слем турнирима: Вимблдон 1946. и 1947, Отворено првенство САД 1940, 1941, 1943. и 1947.

## Приватни живот
Џон Алберт Крејмер је био син железничара. Крејмер је рођен 1. августа 1921. године у Лас Вегасу. Када је имао 13 година, заједно са породицом се преселио у Сан Бернандино, Калифорнија и после дугог виђања са Елсвортом Вајнсом одиграо је тениски меч са њим. Елсворт Вајнс је био тада најбоље рангирани светски тенисер, па је Џек одлучио да се посвети тенису. Године 1944. оженио се са Глоријом и добио пет синова: Боба, Дејвида, Џона, Михаела и Рона. Они су живели у Бел Еру у Калифорнији.

## Каријера
Као 13-годишњака, Џека је тренирао познати тренер и играч Дик Скен. Џек је учествовао на многим јуниорским тениским турнирима и освајао их. Како његова породица није имала новца, Џека је тренирао Пери Т. Џонс у Тениском клубу Лос Анђелес (LATC). Џонс је био председник Јужнокалифорнијског тениског клуба (SCTA). Крејмер је путовао доста сати да би од своје куће у Монтербелу у Калифорнији стигао и играо тенис у LATC-у и Тениском клубу Беверли Хилс. Могао је да игра против великих играча тада као што су били Елсворт Вајнс, Боби Ригс и Бил Тиден.